# 加勒比腔吻鱈
加勒比腔吻鱈，為輻鰭魚綱鱈形目鼠尾鱈科的其中一種，分布於加勒比海海域，屬深海底棲性魚類，深度200-700公尺，本魚頭大、眼大、吻尖，腹鰭基底前具有發光器官呈現黑色晶狀體，體覆蓋帶著小刺的鱗片，體色為亮銀色，體長可達45公分，生活習性不明。